# Abies holophylla
Abies holophylla е вид ела от семейство Борови (Pinaceae). Видът е почти застрашен от изчезване.

## Разпространение
Разпространен е в Китай, Северна Корея, Република Корея и Русия.